# Nossrat Peseschkian
Nossrat Peseschkian (pers. ‏نصرت پزشکیان‎; ur. 18 czerwca 1933 w Kaszan, zm. 27 kwietnia 2010 w Wiesbaden) – specjalista neurologii, psychiatrii, psychoterapii i medycyny psychosomatycznej,  zamieszkały w Niemczech od 1954 r. Twórca Psychoterapii Pozytywnej w 1968 r.,  powstałej w oparciu  o podejście transkulturowe. Założyciel Akademii Psychoterapii w Wiesbaden (WIAP), będącej licencjonowanym przez państwo niemieckie podyplomowym instytutem psychoterapii (od 1971 r. ).

## Biografia
Urodzony i wychowany w Iranie, Nossrat Peseschkian wyjechał w 1954 r. do Niemiec na studia medyczne na uniwersytecie we Fryburgu, Frankfurcie nad Menem i Moguncji. Po specjalizacji medycznej i rozprawie odbył podyplomowe szkolenie z psychoterapii w Niemczech, Szwajcarii, Austrii i Stanach Zjednoczonych. Jako wykładowca międzynarodowy  Peseschkian podróżował do 67 krajów na całym świecie. Dotychczas w 33 krajach utworzono globalną sieć ponad 100 lokalnych, regionalnych i krajowych centrów psychoterapii pozytywnej. Większość jego szkoleń dotyczyła Niemiec, Austrii, Szwajcarii i Luksemburga.
Peseschkian napisał 26 różnych książek psychoterapeutycznych, niektóre z nich zostały przetłumaczone na 23 języki. Metoda psychoterapii pozytywnej jest podejściem humanistyczno-  psychodynamicznym o podłożu międzykulturowym, opracowanym 1968 r. W 1977 r. Powstało Niemieckie Stowarzyszenie Psychoterapii Pozytywnej.  Na arenie międzynarodowej psychoterapię pozytywną reprezentuje Światowe Stowarzyszenie Psychoterapii Pozytywnej. Szwajcarski psychiatra, profesor G. Benedetti, napisał w 1979 r.: „Jego model jest godną uwagi syntezą elementów psychodynamicznych i terapeutyczno-behawioralnych, tworzącą niezbędny, ujednolicający wkład w obszarze psychoterapii".
Do czasu swojej śmierci Peseschkian był dyrektorem Międzynarodowej Akademii Psychoterapii Pozytywnej i Transkulturowej, przewodniczącym Światowego Stowarzyszenia Psychoterapii Pozytywnej oraz Honorowym Prezesem Niemieckiego Stowarzyszenia Psychoterapii Pozytywnej. Był profesorem honorowym w Narodowym Instytucie Psychoneurologii Bechterew w Sankt Petersburgu w Rosji. W 1996 roku otrzymał Federalny Order Zasługi od prezydenta Niemiec. Peseschkian był wyznawcą  bahaizmu.
Jego żona Manije Peseschkian była terapeutą rodzinnym, natomiast  ich dwaj synowie, Hamid Peseschkian i  Nawid Peseschkian specjalistami w zakresie psychiatrii i psychoterapii. Peseschkian pozostawił po sobie również  czworo wnucząt.

## Publikacje
Wśród książek i publikacji Peseschkiana (głównie w języku niemieckim, angielskim, chińskim i rosyjskim oraz w innych językach) znajdują się:
- If You Want Something You Never Had, Then Do Something You Never Did, by Nossrat Peseschkian, published 2006, Sterling Publishers Pvt., Limited, ISBN 1-84557-509-1
- Positive Psychotherapy Theory and Practice of a New Method, by Peseschkian, Nossrat (Walker, Robert R, Dr. Translator), Publisher: Springer-Verlag, Berlin, 1987, ISBN 978-0-387-15794-8 (first German edition 1977 by Fischer Verlag)
- Oriental Stories as Tools in Psychotherapy: the Merchant and the Parrot, by Peseschkian, Nossrat, Publisher: Springer-Verlag, 1986 ISBN 978-0-387-15765-8 (first German edition 1979 by Fischer Verlag)
- In Search of Meaning, by Peseschkian, Nossrat, Publisher: Springer ISBN 978-0-387-15766-5 (first German edition 1983 by Fischer Verlag)
- Positive Family Therapy, by Peseschkian, Nossrat, Publisher: Springer ISBN 978-0-387-15768-9, republished Sterling Publishers Pvt. Ltd, India ISBN 978-81-207-1839-5 (first German edition 1980 by Fischer Verlag)
- Psychotherapy of Everyday Life: Training in Partnership and Self Help With 250 Case Histories, by Peseschkian, Nossrat, Publisher: Springer ISBN 978-0-387-15767-2 (first German edition 1974 by Fischer Verlag)
- Positive Psychotherapy in: Globalized Psychotherapy by Alfred Pritz (Ed.), Publisher: Facultas, 2002 ISBN 3-85076-605-5
- Religion and Science from the Viewpoint of the Baháʼí Faith in: Psychotherapy in East and West. Proceedings of the 16th International Congress of Psychotherapy. Publisher: Korean Academy for Psychotherapists 1994
- Pozytywna Terapia Rodzin. Rodzina w roli terapeuty, Nossrat Peseschkian, 2015, Wydawnictwo Continuo, ISBN 978-83-62182-53-4

Ponad 260 artykułów w profesjonalnych czasopismach w Niemczech i międzynarodowych publikacjach naukowych.

## Nagrody i wyróżnienia
- W 1997 r. Nossrat Peseschkian otrzymał nagrodę Richarda Mertensa za pracę „Komputerowe wspomaganie jakości w psychoterapii pozytywnej”. Ta nagroda jest jedną z najwyższych nagród zapewniania jakości w dziedzinie medycyny w Europie.

- W 1998 r. Federalna Izba Lekarska Niemiec przyznała Peseschkianowi tablicę Ernsta von Bergmanna za usługi w zakresie ustawicznego kształcenia medycznego dla lekarzy w Niemczech.

- W czerwcu 1998 r. Prezydent Prof. B.D. Karvarrarsky nominował Peseschkiana na członka honorowego Rosyjskiego Stowarzyszenia Psychoterapii. Ceremonia odbyła się w Moskwie.

- Burmistrz miasta Santa Cruz w Boliwii ogłosił Peseschkiana honorowym obywatelem za wybitne Podyplomowe Projekty Nauczania na Uniwersytecie NUR.

- Primorsky oddział rosyjskiego stowarzyszenia psychoterapii uhonorował Peseschkiana w lipcu 1999 r. Nagrodą „Ceramiczny delfin” za wybitny wkład w rozwój szkolenia psychoterapeutycznego o wysokim standardzie w regionie Primorye w Rosji.

- W 2002 r., Po nominacji Narodowego Zgromadzenia Duchowego Baháʼís z Niemiec, Fundacja Samii-Housseinpur, Belgia, przyznała Peseschkianowi wyróżnienie w kategorii nauki (w uznaniu za jego osiągnięcia).

- W styczniu 2006 r. Peseschkian otrzymał Order Zasługi, Krzyż Zasłużony dla Republiki Federalnej Niemiec. (Bundesverdienstkreuz). Prezydent Republiki Federalnej Niemiec, dr Horst Köhler, podpisał dokument. „Ten order jest najwyższym uznaniem Republiki Federalnej Niemiec dla tych obywateli, którzy zdobyli wybitne zasługi i osiągnięcia w dziedzinie społeczno-ekonomicznej, politycznej i duchowej, a także ich szczególne usługi dla Republiki, na przykład działalność charytatywną i pomoc humanitarną”.

- W czerwcu 2006 r. Stowarzyszenie irańskich lekarzy i dentystów w Niemczech uhonorowało Peseschkiana i dwóch innych nominowanych – wśród irańskich lekarzy – nagrodą za znaczący wkład naukowy w dziedzinie medycyny i zdrowia na świecie.

- W listopadzie 2006 r. Peseschkian był jednym z honorowych członków Encyklopedii Iranica podczas Gali Genewskiej. Encyclopædia Iranica jest oddziałem Columbia University w Nowym Jorku w Stanach Zjednoczonych.

## Członkostwo w towarzystwach naukowych

### Stowarzyszenia międzynarodowe
- World Psychiatric Association
- World Council for Psychotherapy (WCP)
- International Council of Psychologists
- International Association for Cross cultural Psychology
- International Association of Group Psychotherapy
- European Association for Psychotherapy (EAP)
- International Federation of Psychotherapy (IFP)
- International College of Psychosomatic Medicine
- American Psychiatric Association
- Schweizerische Gesellschaft für psychosomatische Medizin
- Deutsch-Chinesische Gesellschaft für Medizin e.V.
- Association for Baháʼí Studies North America ABS

### Stowarzyszenia krajowe (Niemcy, Szwajcaria, Austria)
- Deutsche Gesellschaft für Psychiatrie, Psychotherapie und Nervenheilkunde (DGPPN)
- Deutsche Gesellschaft für Positive Psychotherapie e.V. (DGPP)
- Allgemeine Ärztliche Gesellschaft für Psychotherapie (AÄGP)
- Deutsche Gesellschaft für ärztliche Hypnose und autogenes Training
- Deutsche Gesellschaft für Neurologie
- Berufsverband Deutscher Nervenärzte Landesverband Hessen
- Bundesverband der Deutschen Schriftsteller-Ärzte e.V.
- Deutsche Arbeitsgemeinschaft für Migrantenmedizin
- Senatsmitglied Bundesverband für Wirtschaftsförderung und Außenwirtschaft